# Laives (Górna Adyga)
Laives (niem. Leifers) – miejscowość i gmina we Włoszech, w regionie Trydent-Górna Adyga, w prowincji Bolzano-Górna Adyga.
Liczba mieszkańców gminy wynosiła 16 964 (dane z roku 2009). Język włoski jest językiem ojczystym dla 70,42%, niemiecki dla 29,07%, a ladyński dla 0,51% mieszkańców (2001).